# Arthdal Chronicles
Arthdal Chronicles (아스달 연대기?, Aseudal yeondaegiLR) è una serie televisiva sudcoreana del 2019 diretta da Kim Won-seok e scritta da Kim Young-hyun e Park Sang-yeon, con Jang Dong-gun, Song Joong-ki, Kim Ji-won e Kim Ok-bin. La serie è andata in onda ogni sabato e domenica su tvN alle 21:00 (KST) a partire dal 1 giugno 2019. È stata presentata in anteprima internazionale su Netflix.

## Trama
In una terra mitica chiamata Arth, gli abitanti dell'antica città di Arthdal affrontano lotte di potere, mentre alcuni incontrano l'amore lungo la strada. Eun-seom attraversa difficoltà per riportare in vita la sua tribù e apprende delle sue vere origini nel processo.

## Produzione
Gli attori e la troupe hanno partecipato a un incontro propedeutico alla realizzazione del drama, svoltosi il 21 agosto 2018 a Yangju, nella provincia del Gyeonggi; la prima versione della sceneggiatura è stata presentata pochi giorni dopo, il 26 agosto 2018. Le riprese sono ufficialmente iniziate il 5 dicembre dello stesso anno, e si sono svolte sia un set realizzato in Corea del Sud  – per la cui costruzione sono stati necessari otto mesi di lavoro – sia all'estero, nello stato del Brunei; in quest'ultimo caso, le riprese relative al personaggio interpretato da Song Joong-ki sono iniziate il 24 febbraio 2019. Per l'attore partecipare al drama è stata inoltre l'occasione di recitare nuovamente insieme a Kim Ji-won, attrice con la quale aveva già lavorato in Tae-yang-ui hu-ye.

## Accoglienza

### Critica
Il drama ha ricevuto un'accoglienza mista; è stato principalmente criticato dagli ammiratori de Il Trono di Spade per le numerose similarità con tale opera; sono stati inoltre criticati l'uso di una CGI non realistica, la trama convenzionale e prevedibile, che rende Arthdal Chronicles simile a molti altri drama o film fantastici ambientati in periodi passati e fa perdere allo spettatore l'interesse nella vicenda. È stato inoltre sottolineato come anacronismo il fatto che i personaggi indossino e usino armature e armi che non appartengono all'Età del bronzo, epoca nella quale il drama è ambientato.
Secondo Nikko Dizon di Rappler.com: "probabilmente ci sono delle somiglianze riguardo ai comportamenti dei personaggi e persino nella fotografia, ma da qui ad accusare Arthdal Chronicles di essere la copia esatta [de Il Trono di Spade] ce ne vuole"; il critico sottolinea inoltre che l'opera "ha una trama assolutamente particolare, [che] la rende apprezzabile a ogni persona che ami i drama storici". Lo sceneggiatore Park Sang-yeon ha invece affermato: "non mi passerebbe per la testa neanche una volta di paragonare questa serie a Il Trono di Spade, e non credo neppure che fosse il nostro obiettivo creare qualcosa di simile ad esso. Non avrei mai potuto avere una simile pretesa, e più in generale credo che il paragone sia proprio sbagliato a prescindere […] Abbiamo provato a creare una bella serie, creando un nostro mondo immaginario con la nostra immaginazione, perciò spero che il pubblico veda il prodotto per quello che è".
John Serba di Decider.com ha dato alla serie il giudizio "saltatela", pur affermando che "Arthdal è ambientato in un'epoca ancor più primitiva rispetto a Il trono di Spade, e sembra che voglia affrontare temi differenti riguardo all'uomo quale creatura e alla sua sete di potere e ricchezza", sottolineando inoltre che – a differenza de Il trono di Spade – non sono presenti scene di sesso e di nudo. Joan MacDonald, recensore di Forbes, ha affermato che "la sbalorditiva direzione della fotografia rende Arthdal Chronicles un vero piacere per gli occhi, riuscendo a catturare estesi paesaggi nei quali troviamo queste società che muovono i primi passi in un mondo selvaggio, che aspetta solo di essere esplorato ed eventualmente conquistato".

### Controversie
I produttori del film sono stati profondamente criticati per le condizioni in cui lo staff è stato costretto a lavorare e accusati da alcune associazioni locali di aver violato le leggi nazionali sul lavoro; in particolare, la troupe sarebbe stata costretta a lavorare persino 150 ore a settimana. La Studio Dragon ha tuttavia risposto alle accuse affermando di aver rispettato le leggi sul lavoro, pur avendo lavorato 113 ore nella settimana di riprese in Brunei, per sfruttare al massimo il periodo all'estero. La Studio Dragon ha inoltre negato il fatto che, pur essendoci un membro della troupe ferito, sia stato ordinato di non preoccuparsene e continuare a lavorare.

## Colonna sonora
1. The Poem of Destiny (운명의 시?)
2. The Poem of Destiny (운명의 시?) (inst)

## Riconoscimenti
- Korea First Brand Award
  - 2018 – Drama più atteso del 2019[23]
- 12th Korea Drama Award
  - 2019 – Candidatura Premio all’eccellenza (attrici) a Kim Ji-won[24]